# Podróż apostolska Jana Pawła II do Polski (1991)
IV Podróż Apostolska Jana Pawła II do Polski w 1991 przebiegała pod hasłem Bogu dziękujcie, ducha nie gaście.
Pielgrzymka odbywała się w dniach w dniach 1–9 czerwca. Papież odwiedził Koszalin, Rzeszów, Przemyśl, Lubaczów, Kielce, Radom, Łomżę, Białystok, Olsztyn, Włocławek, Płock i Warszawę.